# Chùa Cổ Pháp
Chùa Cổ Pháp (tên chữ: Cổ Pháp tự (古法寺)) là một ngôi chùa tọa lạc tại khu phố Đại Đình, phường Tân Hồng, thành phố Từ Sơn, tỉnh Bắc Ninh, Việt Nam. Chùa Cổ Pháp còn có tên là chùa Tương Giang, là một Tổ đình, trung tâm Phật giáo của phái Tì Ni Đa Lưu Chi.

## Lịch sử, thần tích
Tên chùa Cổ Pháp: Theo sách Thiền uyển tập anh và Việt Nam Phật giáo Sử luận thì tên Cổ Pháp là do tích Tổ sư đời thứ 8 phái Tì Ni Đa Lưu Chi là Định Không đặt lại tên ở quê mình (hương, làng Cổ Pháp) mà thành. Sự tích như sau: Khoảng niên hiệu Đường Trinh Nguyên (785-805), khi Tổ sư Định Không dựng chùa Quỳnh Lâm ở địa phương, lúc đào móng chùa thì được 1 bình hương và 10 chiếc khánh đồng. Tổ sư sai người đem ra sông để rửa sạch thì 1 chiếc rơi xuống sông trôi liệng mãi đến khi chạm đất mới nằm im. Tổ sư nói rằng:
Thập khẩu là 10 cái miệng (Thập là 10, Khẩu là mồm miệng), chữ Thập [十] đặt chồng lên chữ Khẩu [口] thành chữ Cổ [古] (nghĩa là cũ, xưa); Thủy khứ là đi xuống nước (Thủy là nước, Khứ là đi) chữ Thủy [氵] đặt cạnh chữ Khứ [去] là chữ Pháp [法] (nghĩa là Pháp Phật hoặc Luật pháp). Chữ Thập [十] đặt trên chữ Nhất [一] thành ra chữ Thổ [土] (đất), nghĩa là 10 miếng, mất 1 miếng thì là trở về với đất và liệng về phía Hương (làng xã) của ta nên đổi tên hương Diên uẩn (Diên Uốn) là hương Cổ Pháp. Nếu đọc theo Hán Việt thì Cổ Pháp là Nghi thức cổ xưa, Luật pháp cổ xưa). Nếu đọc theo âm Nôm là Pháp cổ nghĩa là Trống pháp. Trống pháp nghĩa là âm thanh Phật giảng pháp vang xa như tiếng trống, nghĩa đen là Phật pháp thịnh hưng. Xứ Kinh Bắc xưa còn có Cổ Loa (loa cổ), Cổ bi (Bia cổ). Rồi Tổ sư làm bài kệ Tụng như sau:
Đất dâng Pháp khí - Hạng nhất đồng ròng
Gặp thời Phật pháp thịnh hưng - Đặt tên làng Cổ Pháp.
(Địa trình pháp khí - Nhất phẩm trinh đồng
Tri Phật pháp chi long hưng - Lập hương danh chi Cổ Pháp)
Lại có một bài thơ khác:
Pháp khí hiện ra - Khánh đồng mười tấm
Họ Lý làm vua - Công đầu Tam phẩm.
(Pháp lại xuất hiện - Thập khẩu đồng chung
Lý thị hưng vương - Tam phẩm thành công)
Lại một bài khác:
Mười cái xuống nước đất - Cổ Pháp tên làng ta
Gà ngồi lưng loan phượng - Tam bảo đến lúc hưng.
(Thập khẩu thủy thổ khứ - Cổ Pháp danh hương hiệu
Kê cư loan nguyệt hậu - Chính thị hưng Tam bảo)
Theo sử sách và một số công trình khảo cứu thì trước kia, chùa Cổ Pháp thuộc hương (xã, làng) Diên uẩn (hương Diên Uốn, hương Cổ Pháp), châu Cổ Pháp (sau thời lý gọi là Cổ Lãm), phủ Từ Sơn, xứ Kinh Bắc, sau này thuộc thôn Đại Đình (Bản doanh của triều đình) hay Đình Sấm, Dương Lôi; tên nôm gọi là Nuốn (có thể từ chữ Diên Uốn mà ra); sau thuộc huyện Đông ngàn (sau lại đổi là huyện Từ Sơn). Chùa Cổ Pháp tọa lạc khu vực có nhiều dòng sông nổi tiếng là sông Tiêu Tương (Tương giang) với cầu chuyện tình đẫm nước mắt của chàng Trương Chi thổi sáo với nàng công chúa Mỵ Nương, sông Thiên Đức, sông Tào Khê (Tổ sư đời thứ sáu của phái Thiền - Lục Tổ Tuệ Năng tu ở núi Tào Khê), rừng báng, núi Đại Sơn và, chùa Dặn, chùa Lục Tổ có tượng vàng của (Lục Tổ Tào Khê Tuệ Năng)...
Hương Cổ Pháp là quê hương của vua Lý Công Uẩn, nơi phát tích của triều Lý và gắn liền các Tổ sư: Định Không, Thông Thiện, La Quý An, Thiền Ông, Vạn Hạnh, Khánh Văn... và các ngôi chùa ở đây là chùa Cổ Pháp, chùa Lục Tổ (tức chùa Tiêu - Thiên Tâm tự trên núi Tiêu thuộc xã Tương Giang tên cũ là Dịch Bảng), chùa Dận (ở xã Đình Bảng). Việc vua Lý Công Uẩn có phải sinh ra, lớn lên ở chùa làng - quê mẹ (bà Phạm Thị) là chùa Cổ Pháp hay sinh ra ở chùa Dận (Đình Bảng) thì vẫn còn tranh cãi. Tuy nhiên sử sách thì cho rằng bà Phạm Thị làm sãi ở chùa Tiêu (Khi đó Tổ sư Vạn Hạnh đang trụ trì), khi đau đẻ thì về đến chùa chùa Dận (ý là dặn đẻ) nhưng cố về chùa Cổ Pháp thì mới sinh vua Lý Công Uẩn. Chùa Cổ Pháp là nơi vua Lý Công Uẩn sinh ra, lớn lên (Tổ sư Vạn Hạnh giao cho Tổ sư Khánh Văn nuôi)
Theo sách Thiền uyển Tập anh và Việt Nam Phật giáo Sử luận thì trước khi mất Tổ sư Định Không dặn lại Đệ tử trước khi mất là Thông Thiện (hoặc Thông Biện): Đất Cổ Pháp này là đất quan trọng, sau này có thể có kẻ dị nhân đến phá, phải giữ gìn cẩn thận... Đất này bị phá hoại thì vĩ nhân không xuất hiện cứu nước và làm hưng thịnh Phật Pháp được. Trước khi mất, Tổ sư Thông Thiện dặn lại Đệ tử là La Quý An cũng như vậy. Tổ sư La Quý An cho rằng khi Cao Biền đắp thành Đại la thì cho đào 19 cái ao ở khu vực này (xã Phù Chẩn hiện nay)là phá khí Đế vương ở đất Cổ Pháp nên đã cho lấp 19 ao trên. Ông cũng cho đúc tượng Lục Tổ Tuệ Năng bằng vàng và trồng cây gạo ở chùa Minh Châu (hay Gia Châu, Cha Lư) để trấn (năm Bính thân - 936) và để lại bài sấm như sau:
Trên núi đầu Rồng xuất hiện - Đuôi Rắn ẩn ngọc Minh châu
18 chàng trai nhất định thành công - Khi hình Rồng hiện ở cây gạo
Vào tháng chuột, ngày gà, giờ thỏ - Mặt trời rực rỡ trên mây xanh.
(Đại sơn long đầu khởi - Xà vĩ ẩn minh châu
Thập bát tử định thành [ghép thành chữ Lý] - Miên thọ hiện long trình
Thố kê thử nguyệt nội - Định kiến nhật xuất thanh)
Đại Việt Sử ký Toàn thư nói rằng sét đánh lên cây gạo tạo bài Sấm trên thân cây gạo:
Gốc cây thăm thẳm - Ngọn cây xanh xanh
Cây đào, hoa rụng - Mười tám hạt thành
Cành đông xuống đất - Cây khác lại sinh
Đông mặt trời mọc - Tây sao ẩn hình
Sáu bảy năm nữa - Thiên hạ thái bình.
(Thụ căn diểu diểu - Mộc biểu thanh thanh
Hòa đao mộc lạc - Thập bát tử thành
Đông a nhập địa - Dị mộc tái sinh
Chấn cung kiến nhật - Đoài cung ẩn tinh
Lục thất niên gian - Thiên hạ thái bình)
Sau, Tổ sư Vạn Hạnh luận rằng: Thụ căn là gốc (vua); chữ Diểu đồng âm với chữ yểu (vua chết yểu); chữ Biểu là ngọn (bầy tôi), chữ thanh là xanh, đồng âm với chữ thịnh. Nghĩa là một người trong số Quần thần sẽ làm vua. 3 chữ hòa đao mộc góp lại là Lê, lạc là rơi (Lê lạc tức là nhà Tiền Lê đổ); 3 chữ thập bát tử (chữ [十] và chữ [八]) ghép thành chữ Mộc [木], chữ Mộc trên chữ Tử [子] thành chữ Lý [李] nghĩa là nhà Lý làm vua; Đông a nhập địa là chỉ phương Bắc xâm lăng. Do sét đánh cây gạo nên hương [làng hoặc xã] Cổ Pháp sau này gọi là Đình Sấm, Dương Lôi. Hiện gần nền chùa Minh Châu cổ xưa ở làng Đại Đình - Dương Lôi có chùa Cha Lư (âm Chư lư chỉ một loại cây to, Lư là cây gỗ gụ) mà Cha lư thường gắn với việc cầu phúc, tiếng Chàm có nghĩa là Thần sấm (Đình Sấm, Dương Lôi) và Hán học là nơi sinh ra Thánh nhân. Sách Thiên Nam Ngữ lục nói chùa Gia Châu (hay Minh Châu, Cha Lư) là nơi sinh của Lý Công Uẩn.
Về tên Lý Công Uẩn đã thể hiện là người làng hương Diên uẩn (hương Diên Uốn, hương Cổ Pháp). Truyền thuyết và các tài liệu đều thống nhất là mẹ Lý Công Uẩn (bà Phạm Thị) người làng Đình Sấm - Dương Lôi. Bà được thờ làm Thánh mẫu ở chùa Cha Lư, đền Lý Thánh Mẫu (đền Miễu) và được là Thành hoàng thờ cùng 8 vị vua nhà Lý ở đình - đền Dương Lôi (ở Dương Lôi hiện còn di tích mộ cha mẹ bà Phạm Thị ở khu vực cánh đồng Miễu). Văn bia cổ xác nhận Dương Lôi là đất thang mộc ấp của bà.

## Toàn cảnh, Kiến trúc và thờ tự
Chùa hiện Cổ Pháp nay được phục dựng trên nền đất cũ cũ nhìn ra đường lộ 179 (chéo về tay phải bên kia đường là đền Đô. Mặt đường lộ 179 là cổng Tam quan, trước có giếng đất, trước giếng sát đường có Tứ trụ (4 cột) và bên cạnh có giếng nhỏ mắt rồng (Long nhãn tỉnh) tương truyền là giếng tắm cho vua Lý Công Uẩn ở chùa khi còn bé. Chùa chính lối chữ Đinh [丁] (chuôi vồ) 8 mái, 8 đao; gồm 7 gian Tiền bái và 3 gian Thượng hùng Bảo điện (phục dựng năm Mậu Dần - 1998). Tượng Phật gồm 13 pho tượng cổ và còn lại là tượng mới như các chùa miền Bắc. Ngoài ra còn có 2 pho tượng ít chùa có là tượng Bồ tát Quán Thế âm Tọa sơn (Quán âm Hương Tích) và tượng Bồ tát Quán Thế âm Tống tử (Quán âm Thị kính). Hang tìm lại được 1 Đại Hồng chung (chuông lớn) cổ cao 2 thước 3 tấc, rộng 1 thước 4 tấc, trên chuông khắc tên chùa Cổ Pháp và lịch sử ngôi chùa. Nhà tổ (phục dựng dịp 1000 năm Thăng Long - năm 2010) là tòa chữ Nhị [二] gồm 2 tòa 8 mái, 8 đao; 5 gian Tiền bái và 5 gian thờ Tổ (Phật tổ, Tổ Tây Trúc, Tổ Việt Nam, Tổ phái Tì Ni Đa Lưu Chi, Tổ ni của chùa. Bên hữu chùa, phía trước là vườn Tháp Phật và các tháp Tổ; phía sau là 7 gian nhà Mẫu như các ngôi chùa khác. Ngoài ra còn có tượng Phật tổ Thích ca Mâu ni cao chừng 3 m bằng đồng sau Tam bảo, tượng Bồ tát Quán Thế âm ngoài trời, tượng tiểu cảnh Lục Tổ Tuệ Năng giã gạo và có tượng bà Phạm Thị Chiêu Dung...

## Hình ảnh

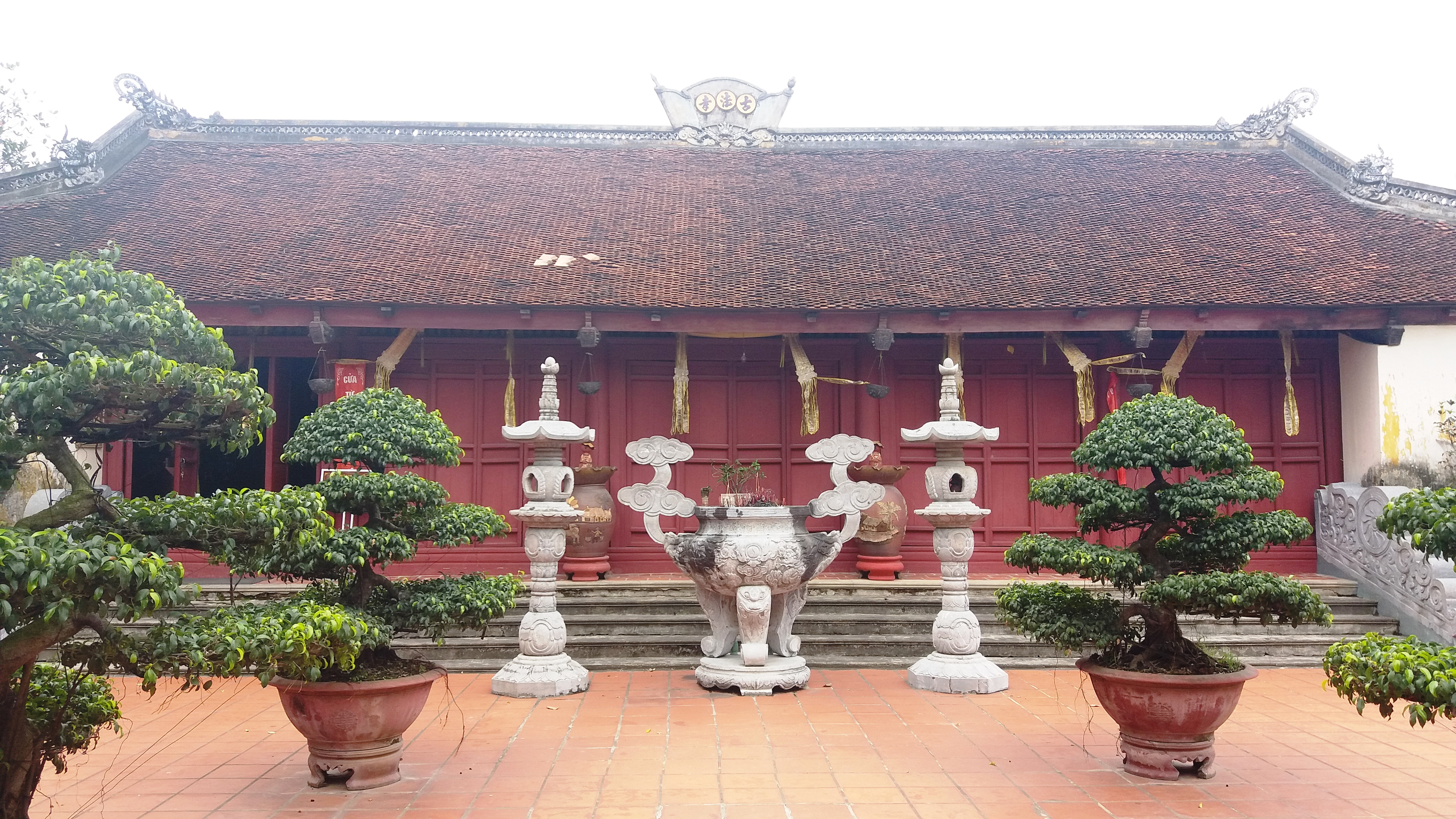
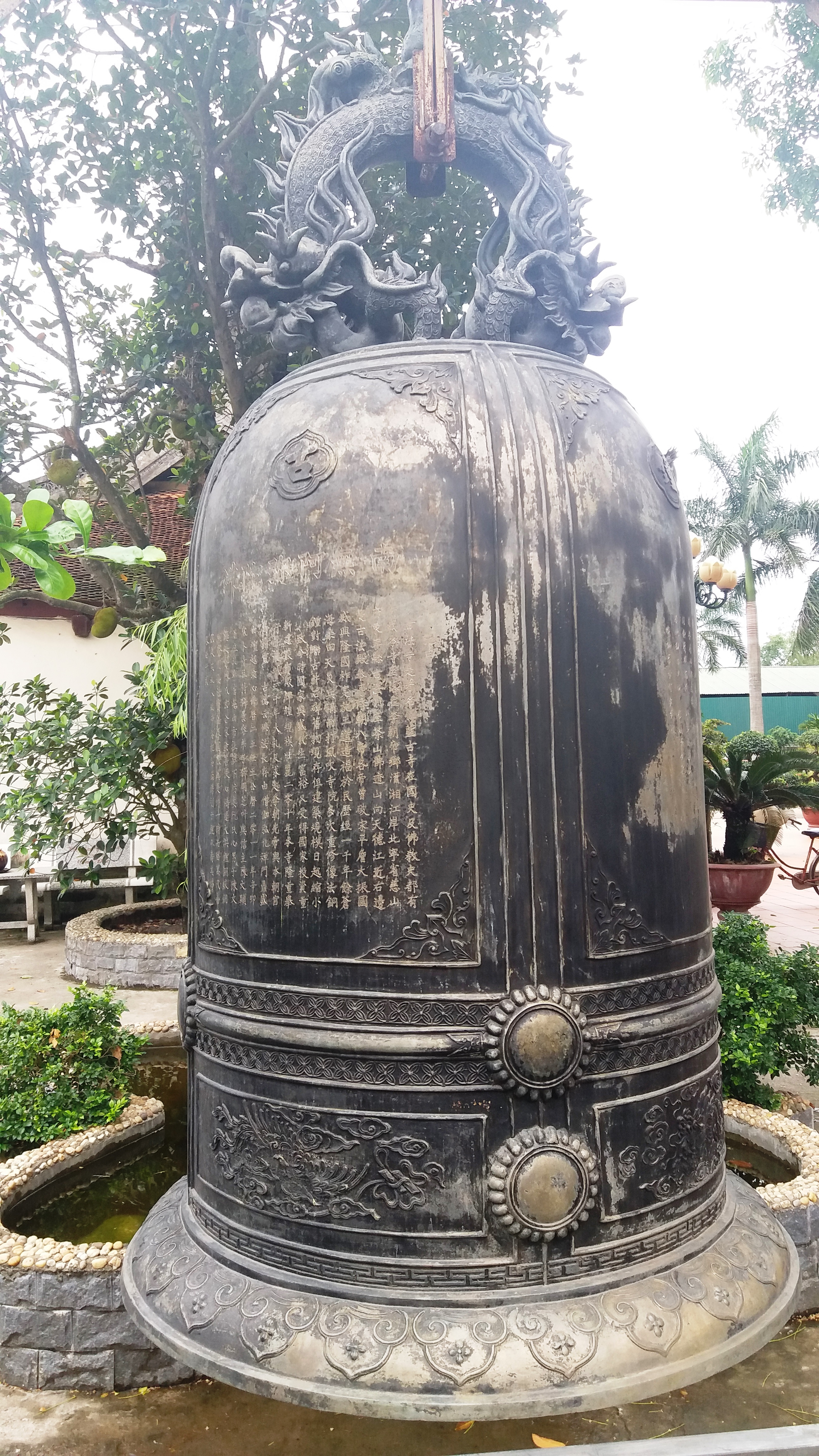
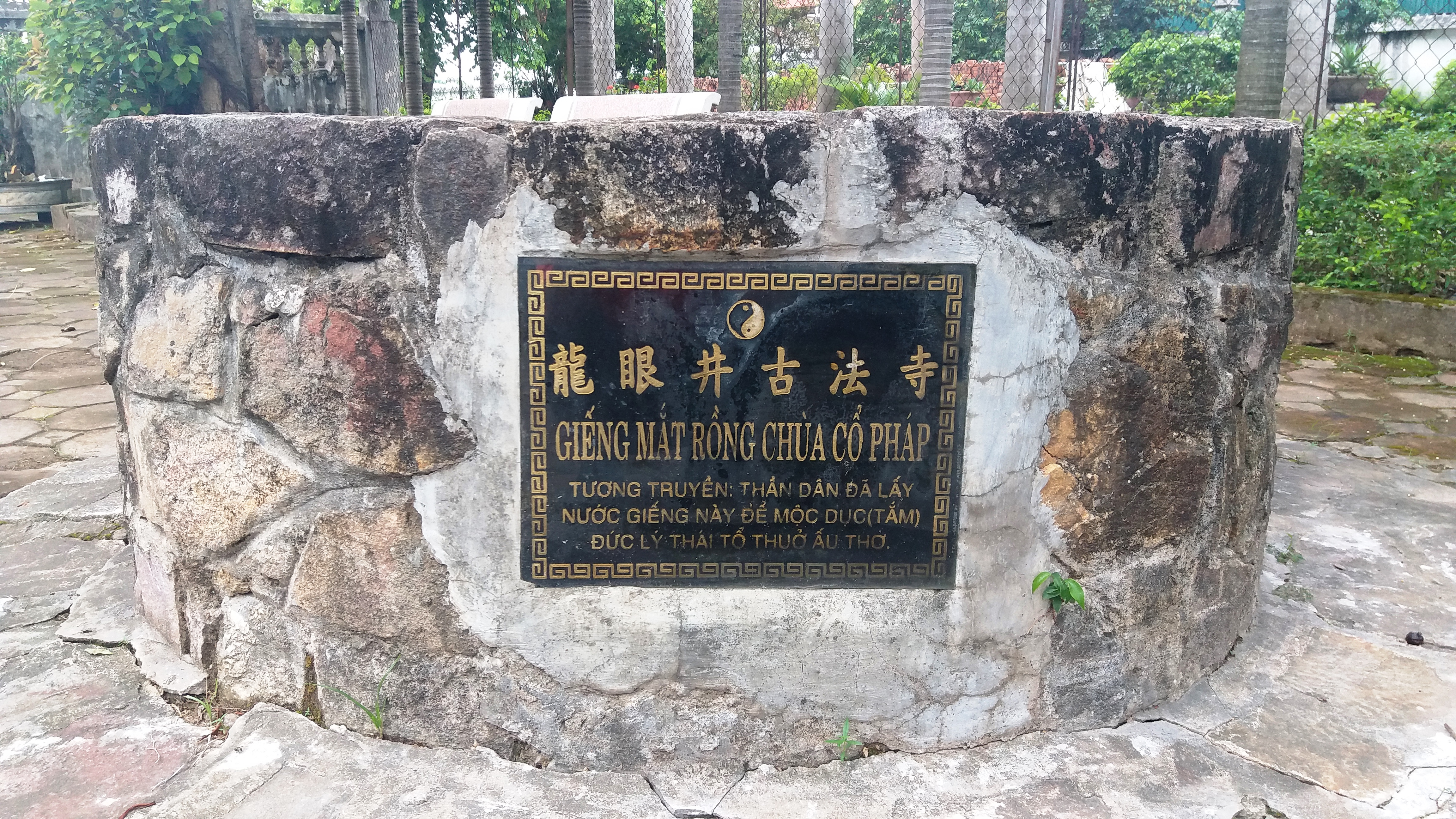
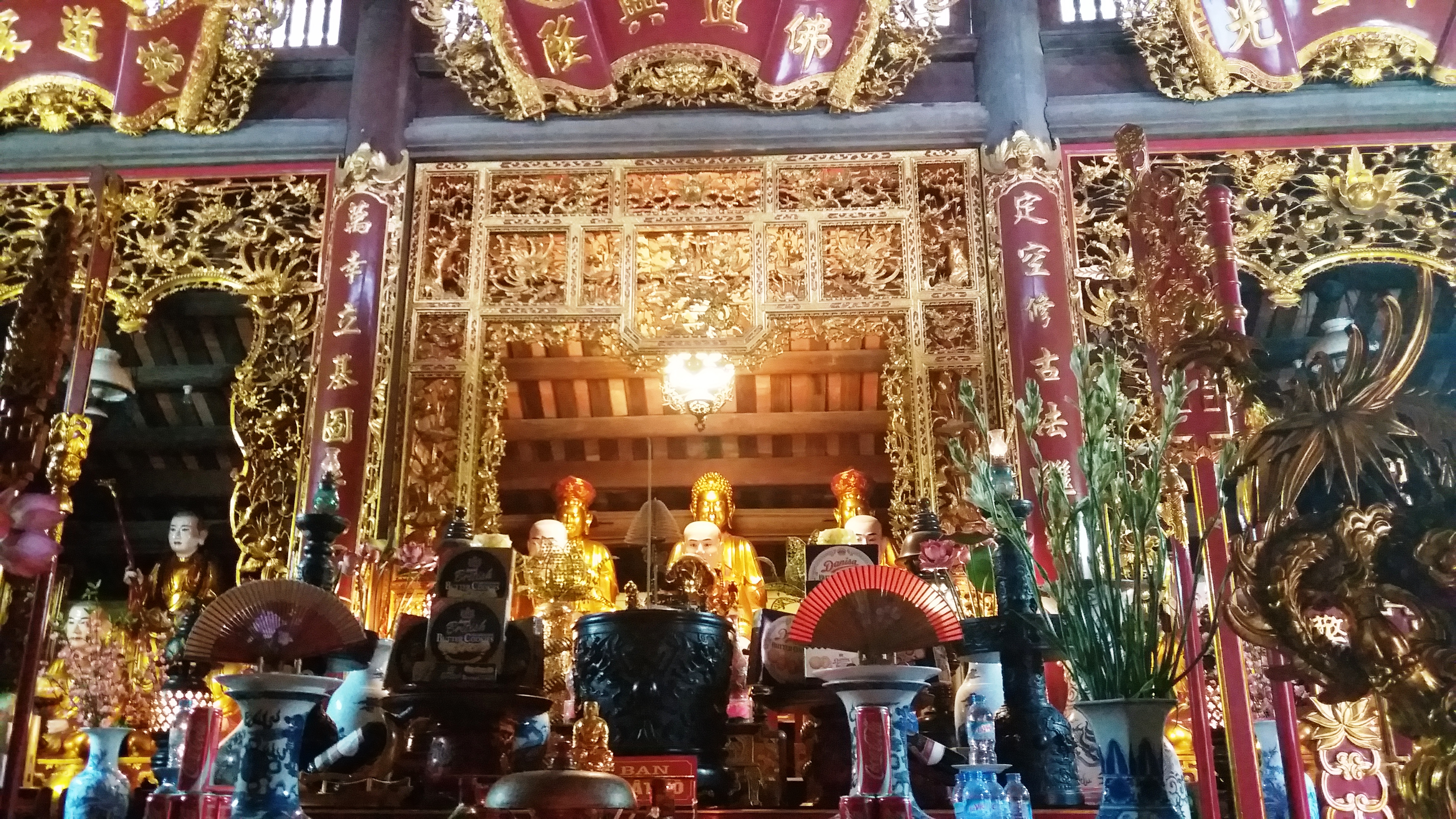
Nhà tổ chùa Cổ pháp các vị Tổ chùa như Tổ sư Định Không, Quý An, Thiền Ông, Vạn Hạnh, Khánh Văn...
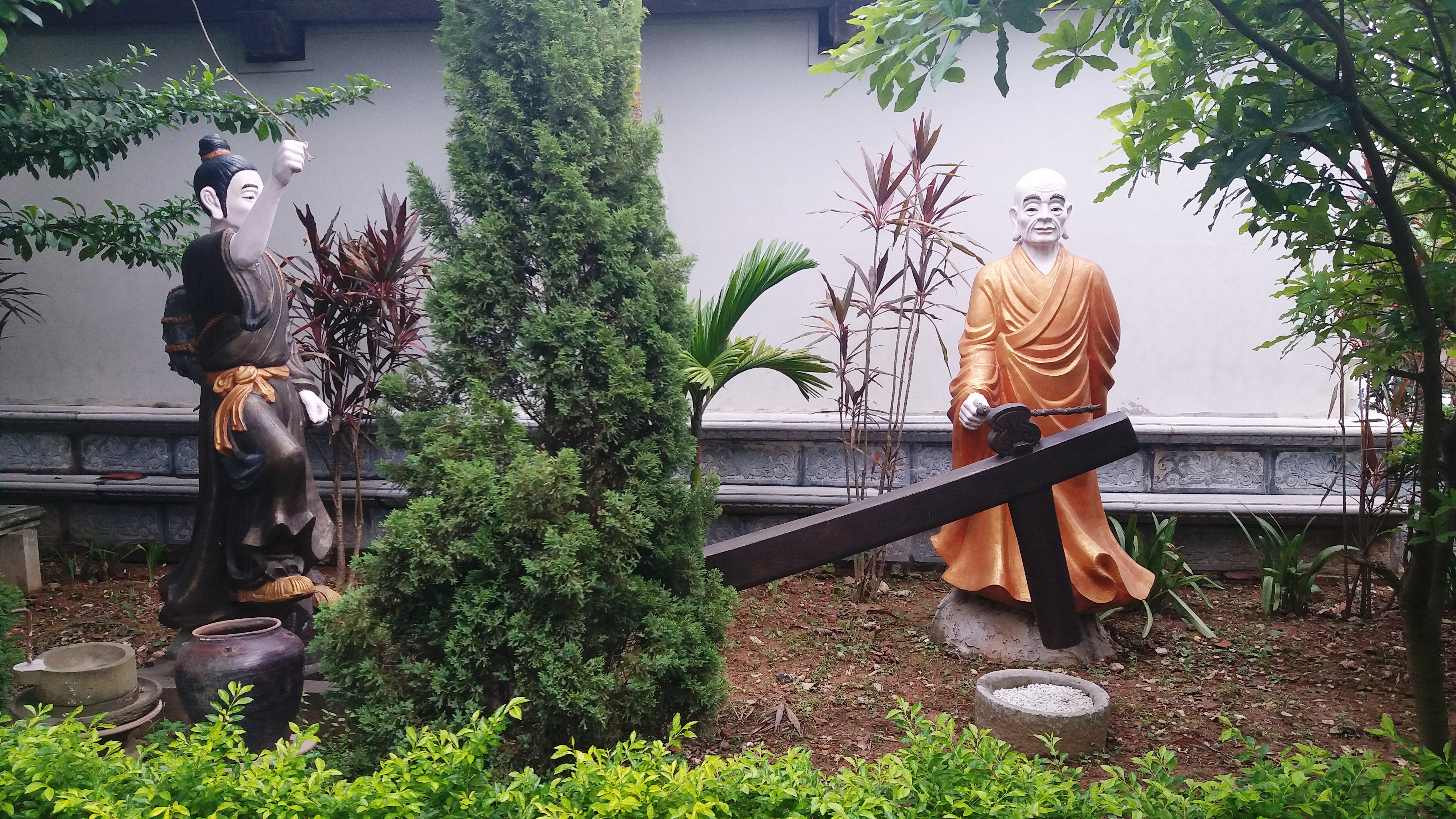
Ngũ tổ Hoằng Nhẫn và Lục tổ Tuệ Năng đang giã gạo